# Eva Mori
Eva Mori, coniugata Pavlović (Canale d'Isonzo, 13 marzo 1996), è una pallavolista slovena, palleggiatrice del PTT.

## Biografia
Sorella minore dell'ex pallavolista Nika Mori, è sposata con il pallavolista serbo Danilo Pavlović.

## Carriera

### Club
La carriera di Eva Mori inizia nella stagione 2011-12, quando esordisce nella massima divisione slovena tra le file del Kamnik, dove in un triennio vince due coppe nazionali e la Middle European League 2013-14. Nella stagione 2014-15 gioca per la prima volta all'estero, ingaggiata dal Bergamo, nella Serie A1 italiana, con cui resta per tre annate e vince la Coppa Italia 2015-16. Nel campionato 2017-18 si accasa al Béziers, nella Ligue A francese, vincendo lo scudetto, mentre nel campionato successivo passa invece al Volero Le Cannet, sempre nel massimo campionato transalpino. 
Nell'annata 2019-20 si trasferisce in Polonia, dove disputa la Liga Siatkówki Kobiet con l'ŁKS, prima di accasarsi nella Sultanlar Ligi turca nell'annata seguente, ingaggiata dall'İlbank, dove resta fino a febbraio, traferendosi al Vandœuvre Nancy, per l'ultima parte della Ligue A. Torna quindi in patria nel campionato 2021-22, difendendo i colori del Kamnik, col quale si aggiudica la Coppa di Slovenia e lo scudetto; nel campionato seguente è nuovamente di scena nella massima divisione turca, questa volta ingaggiata dal PTT e vince la BVA Cup, dove viene premiata sia come miglior palleggiatrice che MVP.

### Nazionale
Fa parte delle selezioni giovanili slovene, vincendo l'oro al Festival olimpico della gioventù europea 2013 e l'argento al campionato europeo under 19 2014, dove viene premiata come miglior palleggiatrice. Con la nazionale Under-23 vince la medaglia d'argento al campionato mondiale 2017, insignita di un altro premio come miglior palleggiatrice.
Nel 2015 fa il suo esordio in nazionale maggiore.

## Palmarès

### Club
- Campionato francese: 1

2017-18
- Campionato sloveno: 1

2021-22
- Coppa di Slovenia: 3

2012-13, 2013-14, 2021-22
- Coppa Italia: 1

2015-16
- Middle European League: 1

2013-14
- BVA Cup: 1

2022

### Nazionale (competizioni minori)
- Festival olimpico della gioventù europea 2013
- Campionato europeo under 19 2014
- Campionato mondiale under 23 2017

### Premi individuali
- 2014 - Campionato europeo under 19: Miglior palleggiatrice
- 2017 - Campionato mondiale under 23: Miglior palleggiatrice
- 2018 - Ligue A: Miglior palleggiatrice
- 2022 - BVA Cup: MVP
- 2022 - BVA Cup: Miglior palleggiatrice